# Памунки
Памунки (на английски: Pamunkey) е северноамериканско индианско племе, което през 1607 г. наброява около 1000 души и живее в няколко села в крайбрежната зона на Вирджиния, главно около река Памунки. Говорят алгонкински език и са едно от шестте основни племена на Конфедерацията Поухатан. Като част от Конфедерацията, племето взима дейно участие в Англо – Поухатанските войни (1609 – 1646).
Първите им срещи с белите са главно с европейски рибари около 1570 г. Истинският контакт е през 1607 г., когато е основана колонията Джеймстаун. Постепенно броят на белите се увеличава и конкуренцията за земя и ресурси води до конфликти с местните народи. След края на войните през 1646 г. колонията Вирджиния им предоставя резерват от 4,9 кв. км. на река Памунки в окръг Кинг Уилям. През 1676 г. Натаниъл Бейкън и неговите последователи нападат памунките, убиват няколко от тях и отвличат в плен други. През 18 и 19 век племето полага неимоверно големи усилия да запази резервата си и своята идентичност. В края на 20 век племето се реорганизира и получава официално признаване от щата Вирджиния през 1983 г. През 2009 г. подават петиция за федерално признаване. На 2 юли 2015 г. Федералното правителство официално признава племето памунки. То е единственото федерално признато племе във Вирджиния. Днес племето има над 200 членове, повечето от които живеят в резервата си.